# Sân bay Anaco
Sân bay Anaco (tiếng Tây Ban Nha: Aeropuerto de Anaco) (IATA: AAO, ICAO: SVAN) là một sân bay phục vụ cho Anaco, một thành phố ở bang Anzoátegui tại Venezuela.

## Cơ sở vật chất
Sân bay này nằm ở độ cao 721 foot (220 m) trên mực nước biển. Sân bay  có một đường băng được 09/27 với bề mặt nhựa đường (4.134 × 131 ft).